# I Wanna Be with You
I Wanna Be With You е вторият албум на поп певицата Менди Мор. Той излиза през май 2000 година, само 6 месеца след дебютния ѝ албум, и съдържа няколко нови песни и ремикси от предишния. I Wanna Be With You е международната версия на албума So Real (който излиза само в две страни).
Албумът достига 21-ва позиция в американския Billboard 200 и има златен статут в САЩ. Някои критикуват албума, защото не съдържа почти нищо ново. Заглавната песен I Wanna Be With You, е единственият сингъл, който достига 24-то място в U.S. Hot 100 (най-високият връх на Мор дотогава). От Epic Records преиздават сингъла Walk Me Home, но той се проваля отново и не влиза в класациите. Албумът е продаден в над 803 000 копия в щатите и над 1 400 000 по света.

## Отзиви
На международния пазар, албумът не е тотален хит, но става платинен във Филипините. Много версии на албума са произведени, въпреки официалния списък на песните по-надолу. В Азия, той почти достига Asia Hitlist, заради постоянното въртене по радиото, но продажбите започват да спадат, когато конкурентките Бритни Спиърс, Кристина Агилера и Джесика Симпсън излизат с новите си песни по същото време. В Япония I Wanna Be With You достига 49-о място, с продадени 15 760 копия. В Нова Зеландия албумът става първият на певицата, който достига шеста позиция.

## Списък на песните
В изданието за САЩ и Канада
1. I Wanna Be with You (K Thomas) 4:14
2. Everything My Heart Desires (J Pederson; K Dahlgoord; Michael Jay) 3:41
3. Want You Back (L. Lindebergh; P. Mansson) 3:18
4. The Way to My Heart (J Pedersen; K Dahlgoord; P Rein) 3:39
5. So Real (Wade Robson remix)(Shaun Fisher; Tony Battaglia) 3:44
6. Lock Me In Your Heart (T. Battaglia; S. Fisher)
7. Walk Me Home (T. Moran) 4:22
8. I Like It(Battaglia, Moran) 4:26
9. So Real (Shaun Fisher; Tony Battaglia) 3:50
10. Candy (Wade Robson remix) (David Rice, Mark Stevens) 3:38
11. Your Face (David Rice; Mark Stevens) 4:17
12. I Wanna Be with You (Soul Solution remix) 4:22

В изданието за Европа
1. I Wanna Be with You (Keith Thomas, Shelly Peiken, Tiffany Arbuckle)
2. Candy(David Rice, Mark Stevens)
3. What You Want(Tony Battaglia; Shaun Fisher; Skip Masland)
4. So Real (Shaun Fisher; Tony Battaglia)
5. Everything My Heart Desires (J Pederson; K Dahlgoord; Michael Jay)
6. Want You Back (L. Lindebergh; P. Mansson)
7. The Way to My Heart (J Pedersen; K Dahlgoord; P Rein)
8. Lock Me in Your Heart (Battaglia, Shaun Fisher)
9. Telephone/Quit Breaking My Heart (Reprise)
10. Walk Me Home (T. Moran)
11. Love You for Always (Battaglia, Fisher)
12. I Like It (Battaglia, Moran)
13. Your Face (David Rice; Mark Stevens)

Специално издание за Япония
1. I Wanna Be with You
2. Candy
3. So Real
4. What You Want
5. Walk Me Home
6. Lock Me in Your Heart
7. Telephone (Interlude)
8. Quit Breaking My Heart
9. Let Me Be the One
10. Not Too Young
11. I Like It
12. Love You for Always
13. Everything My Heart Desires
14. Want You Back
15. The Way to My Heart
16. Your Face
17. Quit Breaking My Heart (Reprise)

Специално издание за Азия
1. So Real
2. Candy
3. What You Want
4. Walk Me Home
5. Lock Me in Your Heart
6. Telephone (Interlude)
7. Quit Breaking My Heart
8. Let Me Be the One
9. Not Too Young
10. Love Shot
11. I Like It
12. Love You for Always
13. Quit Breaking My Heart (Reprise)
14. I Wanna Be with You
15. Everything My Heart Desires
16. Want You Back
17. The Way to My Heart
18. Your Face

|  | Тази страница частично или изцяло представлява превод на страницата I Wanna Be with You в Уикипедия на английски. Оригиналният текст, както и този превод, са защитени от Лиценза „Криейтив Комънс – Признание – Споделяне на споделеното“, а за съдържание, създадено преди юни 2009 година – от Лиценза за свободна документация на ГНУ. Прегледайте историята на редакциите на оригиналната страница, както и на преводната страница, за да видите списъка на съавторите. ВАЖНО: Този шаблон се отнася единствено до авторските права върху съдържанието на статията. Добавянето му не отменя изискването да се посочват конкретни източници на твърденията, които да бъдат благонадеждни. |